# Pandora (časopis)
Kulturně-literární revue Pandora je literární a výtvarnou revuí knižního formátu, vydávanou dvakrát ročně – publikuje současnou českou i překladovou literaturu, recenze, texty o výtvarném umění, hudbě i filmu. Čísla mají  tzv. tematická hnízda přiblížená ukázkami z původní tvorby, rozhovory, fotografiemi a obrazovou přílohou.
Pandora byla založena v roce 1997 studenty bohemistiky Pedagogické fakulty Univerzity Jana Evangelisty Purkyně, v roce 2006 převzalo její vydávání o.s. Nad Labem. V roce 2015 se redakce personálně výrazně obměnila, přesunula do Prahy a revui vydává Spolek Pandora.